# Bastuklumpen
Bastuklumpen är ett naturreservat i Åsele kommun i Västerbottens län.
Området är naturskyddat sedan 2009 och är 306 hektar stort. Reservatet omfattar östsidan av Bastuklumpen och västra sidan av Lögdåkullen med en sträcka av Lögdån emellan. Reservatet består av gammal barrblandskog i väster och av i öster av lövskog som växt upp efter an skogsbrand 1970.